# Airaphilus nasutus
Airaphilus nasutus là một loài bọ cánh cứng trong họ Silvanidae. Loài này được Chevrolat miêu tả khoa học năm 1860.